# СПАД S.XIV
СПАД S.XIV (фр. SPAD S.XIV) је француски морнарички ловац. Авион је први пут полетео 1917. године. 

Највећа брзина у хоризонталном лету је износила 205 km/h. Размах крила је био 9,80 метара а дужина 7,40 метара. Маса празног авиона је износила 770 килограма а нормална полетна маса 1060 килограма. Био је наоружан са једним топом калибра 37 mm и једним митраљезом калибра 7,7 mm.

## Наоружање
| Наоружање авиона: СПАД         |     |
| Ватрено (стрељачко) наоружање  |     |
| Топ                            |     |
| Број и ознака топа             | 1   |
| Калибар                        | 37  |
| Митраљез                       |     |
| Број и ознака митраљеза        | 1   |
| Калибар                        | 7,7 |
| Бомбардерско наоружање (бомбе) |     |
| Ракетно наоружање (ракете)     |     |